# Doom Eternal
Doom Eternal (укр. Фатум: Вічність) — відеогра жанру шутера від першої особи, розроблена компанією id Software та видана Bethesda Softworks 20 березня 2020 року для Windows, PlayStation 4 та Xbox One. Пізніше планується вихід на Nintendo Switch. Doom Eternal є п'ятою основною грою в серії Doom й прямим продовженням Doom 2016 року.

## Ігровий процес

### Однокористувацька гра
Гравець, як і попередній грі, виступає в ролі піхотинця Солдата Фатуму, який один бореться з численними ворогами за допомогою футуристичної стрілецької зброї та прийомів рукопашного бою. В Doom Eternal додано елементи платформера — героєві належить частіше стрибати між площинами різної висоти. Для цього слугують нові прийоми руху — ривок у повітрі (може здійснюватись двічі поспіль) та можливість чіплятися за прямовисні поверхні й лазити по них. У цій грі темп битв підвищений, від гравця вимагається швидко змінювати позицію героя, зброя завдає більше шкоди ворогам, але і сам протагоніст вразливіший. Тимчасові бонуси дають суттєві посилення, але час їх дії дуже короткий. Крім того на рівнях трапляються додаткові життя, що миттєво воскрешають героя, позбавляючи гравця необхідності починати заново з останньої точки збереження.
На самому старті гри головний герой володіє потужною зброєю — дробовиком і бензопилкою. Як і раніше, вбивства ворогів бензопилкою дають набої, а знищення приголомшених ворогів голіруч поповнюють запас здоров'я чи броні. Дробовик вдосконалений тим, що оснащений гаком для швидкого підтягування до віддалених місць. Пістолет було прибрано з арсеналу, натомість впроваджено нові види зброї. Зокрема, було додано вогнемет, під час атаки яким поповнюється запас броні. Нові льодяні гранати заморожують ворогів на короткий термін, а «кривавий удар» дозволяє позбавити ворогів захисту. Кожна зброя може бути вдосконалена двома шляхами за відшукані Кристали Стража (англ. Sentinel Crystals). Наприклад, дробовик можливо оснастити гранатометом чи перетворити на кулемет. Система «Руйнованих демонів» (англ. Destructible Demons) реалізує достовірне відображення ушкоджень на тілах ворогів — рани в Doom Eternal відповідають місцям завдання атак.
Місцями трапляються головоломки, що вимагають врахування фізики. Їх вирішення винагороджується корисним предметами або додатковими відомостями, що розширюють сюжет.
У сюжеті ігровий світ поділений на кілька зон, центральною з яких є «Фортеця Фатуму» (англ. Fortress of Doom). З неї Солдат Фатуму вирушає на завдання і в неї повертається. В Фортеці розташовані сховки із вдосконаленнями чи додаткові оформлення обладунків, котрі відкриваються після виконання особливих умов, і колекційні предмети. Зокрема, знайшовши розкидані по рівнях дискети, гравець може зіграти в оригінальні Doom і Doom II.

### Багатокористувацька гра
На відміну від Doom 2016 року, Doom Eternal має тільки два багатокористувацьких режими:
- «Вторгнення» (англ. Invasion) — під час проходження сюжету гравці можуть вторгатися до гри інших гравців як демони, щоб убити персонажа та отримати за це винагороду.
- «Битва» (англ. Battle) — двоє учасників грають за демонів, а один — за Солдата Фатуму. Контрольовані гравцями демони при цьому здатні викликати на підмогу демонів, контрольованих штучним інтелектом. Солдат Фатуму натомість вступає до гри, маючи одразу всю можливу зброю і вдосконалення[6].

## Сюжет

### Оригінальна гра
Через два роки після подій на Марсі планета Земля, яка перебуває під контролем UAC, зазнає вторгнення демонів. Дві третини планети захоплено, війська землян незважаючи на передові технології зазнають поразки на всіх фронтах. Вцілілі люди переховуються в ізольованих бункерах, поки демони продовжують геноцид людства та тераформують планету, перетворюючи її на подобу Пекла. Солдат Фатуму вирушає на Землю зі стародавнього космічного корабля, відомого як Фортеця Фатуму, щоб покласти край вторгненню. Для цього йому належить знищити Священників Пекла — трьох могутніх жерців ордену Деаґ, які служать представниці раси Творців Кан Творительці, що замислила принести людство в жертву демонам аби таким чином здобути могутність і процвітання для її власного світу Урдак. За допомогою штучного інтелекту UAC VEGA герой знаходить і вбиває Священника Деаґа Нілокса на руїнах Нью-Йорка, проте решту Священників Кан Творителька телепортує у невідомі місця.
Герой вирушає до покинутого міста світу Аргент Д'Нур Екзалтії, де здобуває локатор для виявлення Священників. Цар ордену Нічних Вартових, борців із демонами, на ім'я Новік застерігає Солдата не рятувати грішних людей, інакше Кан покарає його, однак герой не слухає його. Для роботи локатора необхідна спеціальна батарея на основі технологій Нічних Вартових. Тому Солдат Фатуму розшукує колишнього вартового командира Валена, відомого як Зрадник, який в давнину уклав угоду з демонами, пропустивши їх у власний світ в обмін на воскресіння сина. В результаті багато вартових Аргент Д'Нур загинули а сама планета була спустошена. Демони воскресили сина Валена у демонічній формі яка приносила йому нестерпні муки. Зрадник зрозумівши що його обманули пішов у добровільне вигнання. Солдат
Кан Творителька переміщує останнього Священника Деаґа Ґрава в безпечне місце і прискорює вторгнення демонів на Землю. Це спонукає Солдата Фатуму вирушити до центральної Європи, де почалося вторгнення та розташоване найбільше гніздо демонів. Проте він здобуває перемогу над охороною та вражає два серця, що підтримують портали демонів. Після знищення гнізда VEGA радить знайти Семюеля Гейдена, щоб з його допомогою дізнатись розташування останнього Священника. Пробравшись до бункера UAC, герой знаходить тіло понівеченого і напівмертвого Гейдена та меч «Горнило», який той відібрав раніше для своїх експериментів. Йому протистоїть демоноборець зрадник Мародер, але зазнає поразки. Солдат повертається до Фортеці Фатуму й переносить свідомість Гейдена в комп'ютер Фортеці. Невдовзі Гейден вираховує, що останній Священник знаходиться у Головній Фортеці Вартових. Аби потрапити туди, протагоніст вирушає на Марс на пошуки покинутого міста Аргент Д'Нур під назвою Ґебет.
Герой знаходить базу UAC на Фобосі, де використовує величезну гармату аби пробити кору Марса та потрапити в Ґебет, схований у ядрі планети. Незабаром Солдат Фатуму пробирається крізь тамтешній портал у Фортецю Вартових, де виявляє Деаґа Ґрава на гладіаторській арені. Дорогою він згадує власне минуле. Колись він був земним морським піхотинцем, борцем із демонами, якого знайшли воїни світу Аргент Д'Нур. Його, важко пораненого, доставили до Головної Фортеці де він довів свою гідність Кан в гладіаторському бою і був прийнятий до братства Нічних Стражів і став першим чужаком, який удостоївся такої честі. Один із творців, серафим Самур піддав його впливу Божественної Машини і Солдат Фатуму отримав надлюдські силу та швидкість і став великим героєм Аргент Д'Нуру. Під час війни з демонами герой з'ясував, що серафими використали війну Аргент Д'Нур з демонами для отримування енергії з душ загиблих, щоб продовжувати своє життя. Тоді незгодний з цим Солдат підняв повстання проти Творців. Однак через зраду Валена воно зазнало поразки. У теперішньому часі Солдат розправляється із демоном-гладіатором і після цього вбиває Деаґа Ґрава. Після цього він покидає територію Арени, не бажаючи битися із вцілілими Вартовими, які служать Кан.
Вторгнення демонів на Землю припиняється. Проте Кан на відстані вимикає системи Фортеці Фатуму, адже вона була створена Творцями, та повідомляє що воскресить Ікону Гріха — демона, підсиленого душею сина Зрадника, аби вона пожерла вцілілих людей. Солдат Фатуму використовує енергію «Горнила», щоб знову активувати фортецю і вирушити в руїни аргентського міста Тарас Набад, поглиненого Пеклом. Там він добуває власний меч, що лишився серед решток демона Титана, подоланого героєм у давнину. Знаючи, що Титан воскресне, якщо він витягне меч, герой відламує руків'я та створює в пекельному казані нове лезо.
Відновивши легендарну зброю, Солдат Фатуму подорожує крізь Пекло, поки не знаходить портал на фабриці з виробництва аргент-енергії, що веде до світу Урдак, де й перебуває Кан Творителька. Лиходійка виконує ритуал над серцем сина Зрадника, щоб підкорити Ікону Гріха своїй волі. Солдат Фатуму знаходить Кан і з допомогою кинджала Зрадника знищує серце сина. Однак, Ікона Гріха стає неконтрольованою та телепортується на Землю. Кан Творителька протистоїть Солдатові Фатуму, кажучи, що ціною Землі Урдак виживе. Героєві врешті вдається убити Кан Творительку (вона також повідомляє, що той зламав печатку Урдака, а значить демони можуть проникати до цього світу) та повертається на Землю, відновивши портал. Він знищує Ікону Гріха, пронизавши її голову мечем. Переможець іде геть під слова царя Нічних Стражів, Новіка, що боротьба героя тепер вічна, бо він втрутився в основи світобудови. Після титрів герой повертається в Фортецю Фатуму та чує новини, що люди повертаються з бункерів і нищать останніх застряглих на планеті демонів.

### The Ancient Gods
Доповнення The Ancient Gods вийшло у двох частинах. Перша видана 20 жовтня 2020 року, а друга 18 березня 2021.
Перша частина. Хоча вторгнення на Землю зупинене, Пекло все ще наповнене демонами і більше ніщо не зупиняє їх від завоювання Урдака, коли головний герой зламав його печатку. Солдат Фатуму дізнається, що заволодівши Урдаком, демони зможуть проникнути в усі світи, в тому числі повернутися на Землю. Щоб завадити цьому, він об'єднується з Гайденом і його вченими, котрі будують портал для пошуку серафимів — охоронців світового порядку, які корилися Всебатьку.
Прибувши на океанічну платформу Гайдена, досі окуповану демонами, Солдат Фатуму знаходить там серафимський ключ. Гайден користується ключем і демонструє, що він — один з серафимів на ім'я Самур. Він розповідає, що всі відомі світи в давнину створив Всебатько. Одним зі світів був Джеккад, жителі котрого володіли неабиякою могутністю, проте були смертні. Його правитель Давот забажав викрасти секрет безсмертя з Урдака, для чого створив демонів, а свій світ у гонитві за могутністю перетворив на Пекло. Передбачивши, що колись завоювання Урдака вдасться, Всебатько ув'язнив сутність Давота в сфері, а Самуру доручив помістити і власну сутність у сферу. Серафим пішов у добровільне вигнання, щоб забезпечити повернення Всебатька в потрібний час, хоча покинувши Урдак, Самур втратив вічне життя. Звільнити сутність Творця могла лише людина. Серафим повинен був знайти таку людину, в чому допомагав штучний інтелект VEGA, створений на основі свідомості Всебатька. Зрештою Самуру вдалося розшукати підхожого кандидата, котрим і є Солдат Фатуму, та звільнити його під прикриттям видобутку пекельної енергії. Тепер Солдатові Фатуму належить розшукати сферу та повернути Всебатькові фізичне тіло, щоби він знищив демонів остаточно.
Солдат Фатуму пробивається до портала, встановленого на танкері, та вирушає в Пекло на Криваві болота. Коли Солдат проходить два випробування демон-охоронець піднімає його на вершину фортеці, що стоїть там. Боєць знаходить сферу Всебатька поряд зі сферами інших богів, а Самур підмовляє його поглинути силу сфери. Проте Солдат Фатуму здогадується, що Самур бажає вбити верховного бога, щоб врятувати себе від трансфігурації — стану, коли він перетвориться на божевільне чудовисько, а тільки отримавши тіло, бог стане вразливий. Тому герой розчавлює сферу, бог звільняється, ставши безтілесним. Солдат Фатуму хапає сферу Давота й вирушає до святилища в Урдаці, щоб воскресити його та знищити назавжди.
Урдак уже зайнятий демонами, а також серафимами, що перейшли на їхній бік. Трансфігурований Самур намагається зупинити Солдата Фатуму, той перемагає, та голос Всебатька каже не вбивати серафима. Охоронці святилища зобов'язані пропускати кожного, хто удостоївся тримати будь-яку сферу, тому не перешкоджають Солдатові Фатуму увійти до святилища. Наприкінці володар Пекла відроджується в подобі Солдата Фатуму, покритого окультними знаками та з палаючими очима.
Друга частина. Солдат Фатуму стріляє в Давота, але той каже, що в святилищі не може пролитися нічия кров. Він назначає зустріч в столиці Пекла, місті Інгмора, для двобою.
Творець радить спершу вирушити в уламки світу Аргент Д'нур, де запалити Смолоскип царів. Побачивши його світло, вцілілі племена Аргент Д'нур зрозуміють що треба робити та прийдуть на допомогу. Під час пошуків Солдат Фатуму отримує від Валена молот Вартових, який лікує його та забезпечує амуніцією. Смолоскип приманює дракона, осідлавши якого Солдат Фатуму дістається в засніжений ліс. Подолавши тамтешніх демонів, герой входить до Світового Вістря — величезної кристальної вежі. Всередині він знаходить уламок кристала, потрібний, щоб відчинити Небесну Браму, яка веде в найдавнішу частину Пекла.
Далі Солдат Фатуму повертається на Землю, яку демони намагаються повернути під своє панування. Небесна Брама виявляється на Землі, в занедбаному дослідному комплексі, створеному задурманеними Давотом ученими. З допомогою кристала Солдат Фатуму вмикає Браму та входить до Пекла. Там він бачить палац, де Давот в обладунках збирає армію з демонів і пекельних машин. Але з іншого боку відкриваються портали, крізь які прибувають усі, хто відгукнувся на світло Смолоскипа царів.
Солдат Фатуму з допомогою катапульти потрапляє в палац, але Давот встигає втекти. Тоді герой чіпляється за літак Аргент Д'нур і наздоганяє володаря Пекла. Давот розкриває, що є істинним деміургом всього живого, однак він не зумів зробити своїх підданих безсмертними і доручив це Творцям, яких сам і створив. Вони ж, коли відкрили безсмертя, зрозуміли, що це порушить порядок у Всесвіті, тому повстали проти Давота і ув'язнили. Давот поклявся знищити все, що створив. Творці без його підтримки стали слабнути, тож уклали угоду з демонами для отримання енергії, що забезпечувала їм безсмертя. Також, Солдат Фатуму може знайти відомості, що саме частинка сутності Давота у Божественній Машині дала йому силу задля того, щоб врешті воскреснути. Давот викликає Солдата Фатуму на двобій, під час якого обоє переносяться між різними світами. Під кінець володар Пекла зазнає поразки. Бій завершується в святилищі Іммора, де герой перемагає володаря Пекла. Той запитує чи не хоче герой нічого сказати своєму справжньому Творцеві, на що він відповідає «ні» та пронизує Давота лезом. Демони в усіх світах зникають, сутність Давота перетворюється назад у сферу та вибухає. Але коли сила Давота зникає, Солдат Фатуму також слабне та падає без тями. Серафими кладуть героя в саркофаг, який лишають у святилищі, і так історія Солдата Фатуму закінчується, він йде на вічний спокій.

## Оцінки й відгуки
| Агрегатор  | Оцінка                                 |
| ---------- | -------------------------------------- |
| Metacritic | (PC) 90/100 (PS4) 87/100 (XONE) 89/100 |
| OpenCritic | 90/100                                 |

| Видання                   | Оцінка  |
| ------------------------- | ------- |
| Destructoid               | 8,5/10  |
| Electronic Gaming Monthly | [ 14 ]  |
| Game Informer             | 9,25/10 |
| GameSpot                  | 8/10    |
| GamesRadar+               | [ 17 ]  |
| GameStar                  | 88/100  |
| IGN                       | 9/10    |
| PC Gamer (США)            | =94/100 |

Doom Eternal зібрала високі оцінки критиків, отримавши середні бали на агрегаторі Metacritic 90/100 для Windows, 87/100 для PlayStation 4 та 89/100 для Xbox One.
IGN відгукнулися, що гра надає, порівняно з Doom 2016 року більше стратегії й реграбельності. Вона має широкий набір зброї та вдосконалень, проте жоден із них не є зайвим. Якщо в попередній грі часто було все одно якою зброєю боротися, то в Doom Eternal для кожного ворога й ситуації передбачено свій підхід, вона «стає інтелектуальною посеред всієї своєї розправи». Постійна нестача набоїв спонукає до активніших боїв, а колекційні предмети — до ще детальнішого дослідження рівнів. Сюжет визначався вміло вплетеним до рівнів, ненав'язливо розкриваючи історію, що привела до поточних подій .
GameSpot підкреслили, що в Doom Eternal агресивні бої та розправи над ворогами життєво необхідні. В той же час багато ворогів у цій грі мають вразливі місця, тож їх неможливо побороти, просто стріляючи навмання. Це вимагає часу на навчання, роблячи гру цікавішою, але не такою дружньою до гравця на старті, як Doom 2016 року. Головоломки надають відпочинок від перестрілок, і пошук схованих секретів описувався як веселий та оригінальний. Сюжет було названо спантеличливим і надміру серйозним, але не відволікаючим від ігрового процесу. Також, режим «Битва» визнавався по суті тим самим, що гравці отримують в однокористувацькому режимі, на відміну від неординарного режиму «Вторгнення».
PC Gamer поділили думку, що вивчення основ Doom Eternal складне. Редакція висвітлила перетворення рядових ворогів у грі на ресурс для отримання набоїв та спорядження, що надає грі напруги, проте є відходом від знайомого з попередньої гри геймплею. Впровадження численних бонусів і додаткових життів описувалось як старомодне, хоча воно дозволяє легко долати наслідки власних помилок .